# Mojo (periodico)
Mojo è una popolare rivista mensile britannica di musica.

## Storia
Il nome nasce dalla volontà dell'editore, la EMAP che già pubblicava la rivista Q, di attirare l'interesse dei fan del rock classico. In linea con questo intento il primo numero, uscito il 15 ottobre 1993, ebbe in copertina Bob Dylan e John Lennon.
La rivista, nota per i suoi approfondimenti sia sui generi popolari che su quelli più di nicchia, è stata fonte d'ispirazione per numerosi altri progetti editoriali inglesi. Noti critici musicali, tra cui Charles Shaar Murray, Greil Marcus, Nick Kent e Jon Savage, hanno scritto sulle sue pagine.
Ha introdotto una serie di classifiche top 100, tra cui, per celebrare la 150ª uscita, la classifica dei migliori 100 album della vita di Mojo, dal 1993 in poi. Ai primi cinque posti c'erano:
1. Grace - Jeff Buckley (1994)
2. American Recordings - Johnny Cash (1994)
3. OK Computer - Radiohead (1997)
4. Time Out of Mind - Bob Dylan (1997)
5. Definitely Maybe - Oasis (1994)

Sebbene spesso tacciata di passatismo e di essere troppo improntata verso nomi classici del rock come Beatles e Bob Dylan, nondimeno la rivista ha trattato anche le nuove leve e artisti più recenti. È stata la prima rivista mainstream del Regno Unito a focalizzarsi sui White Stripes.